# Egor Filipenko
Egor Vsevolodovitch Filipenko (en russe : Егор Всеволодович Филипенко) ou Iagor Ousevaladavitch Filipenka (en biélorusse : Ягор Усеваладавіч Філіпенка), né le 10 avril 1988 à Minsk en Biélorussie, est un footballeur international biélorusse. Il évolue comme défenseur.

## Biographie

### Club
Il marque son premier but pour le Spartak Moscou contre le Tom Tomsk (victoire 5 à 0).

### Sélection
Médaillé de bronze au Championnat d'Europe espoirs 2011 au Danemark, il marque 1 but lors du dernier match contre la Tchéquie, qui qualifie l'équipe pour les Jeux olympiques d'été de 2012 à Londres, et se voit nommé meilleur joueur du match.
Le 12 septembre 2007, il est appelé pour la première fois en équipe de Biélorussie par Bernd Stange pour un match des éliminatoires de l'Euro 2008 contre la Slovénie (défaite 1-0). Le 10 septembre 2013, il marque son premier but en équipe de Biélorussie lors du match des éliminatoires de la Coupe du monde 2014 face à la France (défaite 2-4).
Il compte 28 sélections et 1 but avec l'équipe de Biélorussie depuis 2007.

## Palmarès
BATE Borisov
- Champion de Biélorussie en 2006, 2007, 2011 et 2012.
- Vainqueur de la Coupe de Biélorussie en 2020.
- Vainqueur de la Supercoupe de Biélorussie en 2011 et 2013.

 Biélorussie espoirs
- Troisième de l'Euro espoirs en 2011.

 Chakhtior Salihorsk
- Champion de Biélorussie en 2021.
- Vainqueur de la Supercoupe de Biélorussie en 2021.

## Statistiques

### Statistiques en club
| Saison                | Club                  | Championnat           | Championnat | Championnat | Coupe(s) nationale(s) | Coupe(s) nationale(s) | Compétition(s) continentale(s) | Compétition(s) continentale(s) | Compétition(s) continentale(s) | Biélorussie | Biélorussie | Total | Total |
| Saison                | Club                  | Division              | M.          | B.          | M.                    | B.                    | Comp.                          | M.                             | B.                             | M.          | B.          | M.    | B.    |
| 2006                  | BATE Borissov         | Vysshaya-Liga         | 3           | 0           | -                     | -                     | -                              | -                              | -                              | -           | -           | 3     | 0     |
| 2007                  | BATE Borissov         | Vysshaya-Liga         | 20          | 2           | -                     | -                     | C1                             | 6                              | 0                              | 5           | 0           | 31    | 2     |
| 2008                  | Spartak Moscou        | Premier-Liga          | 11          | 0           | 2                     | 0                     | C1+C3                          | 2+2                            | 0                              | 10          | 0           | 27    | 0     |
| 2009                  | Tom Tomsk             | Premier-Liga          | 2           | 0           | 1                     | 0                     | -                              | -                              | -                              | -           | -           | 3     | 0     |
| 2009                  | Spartak Moscou        | Premier-Liga          | 5           | 1           | -                     | -                     | -                              | -                              | -                              | -           | -           | 5     | 1     |
| 2010                  | Sibir Novossibirsk    | Premier-Liga          | 18          | 0           | 2                     | 0                     | C3                             | 2                              | 0                              | -           | -           | 22    | 0     |
| 2011                  | BATE Borissov         | Vysshaya-Liga         | 20          | 2           | 1                     | 0                     | C1                             | 10                             | 0                              | 2           | 0           | 33    | 2     |
| 2012                  | BATE Borissov         | Vysshaya-Liga         | 19          | 0           | 1                     | 0                     | C1+C3                          | 5+2                            | 1+0                            | 5           | 0           | 32    | 1     |
| 2013                  | BATE Borissov         | Vysshaya-Liga         | 17          | 2           | -                     | -                     | C1                             | 2                              | 0                              | 6           | 1           | 25    | 3     |
| Total sur la carrière | Total sur la carrière | Total sur la carrière | 115         | 7           | 7                     | 0                     | -                              | 31                             | 1                              | 28          | 1           | 181   | 9     |

### Buts en sélection
Le tableau suivant liste les résultats de tous les buts inscrits par Egor Filipenko avec l'équipe de Biélorussie.